# لطائف‌الحکمه
لطائف‌الحکمه کتابی است در حکمت، از سراج‌الدین محمود ارموی.
قسم اول آن در حکمت علمی (حقیقت و فضیلت علم، بیان انواع علوم، اثبات واجب‌الوجود، صفات خداوند، اثبات هستی آفریدگار، معرفت روح، اثبات نبوت) است. قسم دوم آن در حکمت عملی (اخلاق و روش کشورداری) اهمیت بیشتری دارد که حاصل تجارب و مشاهدات و تفکر علمی مؤلف است و از وضع اجتماعی دیار روم در آن عصر نکته‌ها دارد.